# Vivian Lockett
	Vivian Noverre Lockett (New Brighton, 18 juli 1880 - Norwich, 30 mei 1962) was een Brits polospeler. 

## Biografie
Lockett nam deel aan de Olympische Zomerspelen van 1920 in Antwerpen als lid van de Britse nationale poloploeg. Hij en zijn ploeg behaalden de gouden medaille. 

## Belangrijkste resultaten

### Olympische Zomerspelen
| Jaar | Plaats    | Discipline | Resultaat |
| ---- | --------- | ---------- | --------- |
| 1920 | Antwerpen | polo       | Goud      |

- Gemeinsame Normdatei: 1038289831
- International Standard Name Identifier: 0000 0004 1719 6732
- Virtual International Authority File: 305118907

1900: Beresford, Daly, Keene, Mackey, Rawlinson ·
1908: C. Miller, G. Miller, Nickalls, Wilson ·
1920: Barrett, Lockett, Melvill, Wodehouse ·
1924: Kenny, Miles, Naylor, Nelson, Padilla
1936: Andrada, Cavanagh, Duggan, Gazzotti